# 黑龙滩水库
黑龙滩水库位于中国四川省仁寿县黑龙滩镇，是以灌溉、供水为主，兼有防洪、养殖等功能的大（二）型水库。上游通过东风渠从都江堰引水，全灌区总计建成水渠（分为干支斗农毛5级）1319条，总长3692.30千米，灌溉仁寿、井研、简阳三地的121万亩耕地。
1986年，黑龙滩被四川省政府定为首批省级风景名胜区。